# Serra de Bosquerós
La Serra de Bosquerós és una serra situada als municipis de Campmany i Darnius a la comarca de l'Alt Empordà, amb una elevació màxima de 222 metres.
En la lluita contra la independència energètica, el 2021 el municipi de Figueres s'ha oposat a la creació d'un parc eòlic en aquesta serra perque la línia aèria paral·lel a la línea del ferrocarril a alta velocitat hauria un impacte paisagístic massa notable.